# Ephedra triandra
Ephedra triandra är en kärlväxtart som beskrevs av Louis René Tulasne. Ephedra triandra ingår i släktet efedraväxter, och familjen Ephedraceae. Inga underarter finns listade i Catalogue of Life.